# Ивановский, Владимир Евгеньевич
Влади́мир Евге́ньевич Ивано́вский (9 мая 1948 — 3 июня 2016) — российский дипломат. Чрезвычайный и полномочный посол (2006).

## Биография
Младший сын советского военачальника Е. Ф. Ивановского. Окончил Батумское мореходное училище и МГИМО МИД СССР (1977).
На дипломатической работе с 1977 года.
- В 1995—1996 годах — заместитель директора Первого Европейского департамента МИД России.
- В 1996—1997 годах — заместитель директора Третьего Европейского департамента МИД России.
- В 1997—1998 годах — генеральный консул России в Стамбуле (Турция).
- В 1998—1999 годах — заместитель постоянного представителя России при ОБСЕ в Вене, заместитель директора Миссии ОБСЕ по проверке в Косово,
- В 1999—2000 годах — заместитель директора Третьего Европейского департамента МИД России—советник министра иностранных дел России.

С 21 июня 2000 по 7 февраля 2002 года — чрезвычайный и полномочный посол Российской Федерации в Македонии. Верительные грамоты вручил 31 июля 2000 года.
С 7 февраля 2002 по 22 сентября 2004 года — чрезвычайный и полномочный посол Российской Федерации в Сербии и Черногории.
С ноября 2004 по 2007 год — посол по особым поручениям МИД России.
С 31 января 2007 по 12 июля 2013 года — чрезвычайный и полномочный посол Российской Федерации в Турции.
Похоронен на Новодевичьем кладбище Москвы (место 11-3-3) рядом с отцом, генералом армии Евгением Ивановским (1918—1991).

## Семья
Был женат, имел сына Владимира (1969—2015).

## Награды
- Медаль ордена «За заслуги перед Отечеством» II степени (21 июня 1996) — за заслуги перед государством, большой вклад в проведение внешнеполитического курса и обеспечение национальных интересов России[7].
- Благодарность президента Российской Федерации (21 ноября 1999) — за активное участие в переговорном процессе по политическому урегулированию кризиса вокруг Косово[8].
- Орден Дружбы (14 ноября 2002) — за активное участие в реализации внешнеполитического курса Российской Федерации и многолетнюю добросовестную работу[9].

## Дипломатический ранг
- Чрезвычайный и полномочный посланник 2 класса (10 декабря 1995)[10]
- Чрезвычайный и полномочный посланник 1 класса (17 июня 1999)[11]
- Чрезвычайный и полномочный посол (16 января 2006)[12].